# حيود سداسية رشيقة

الحيود السداسية الرشيقة هي منهجية تعتمد على جهود فريق تعاوني لتحسين الأداء من خلال منهجية إزالة الهدر  والحد من التباين حيث يجمع بين مفهومي التصنيع الرشيق (التصنيع الخالي من الهدر)/عمليات المؤسسة الخالية من الهدر و الحيود الستة (ستة سيغما ) للقضاء على سبعة أنواع من الهدر (المودا):
- الإنتاج الزائد
- وقت الانتظار
- النقل
- المعالجة غير المناسبة
- المخزون الزائد
- الحركة غير الضرورية
- العيوب

## التاريخ

### 1980-2000
ما وصلت له اليوم الحيود السداسية (الستة سيغما ) يمكن أن يُعزى إلى شركة موتورولا الأمريكية التي صممته في عام 1986 كاستراتيجية للتنافس مع نموذج كايزن الياباني. بانتهاء الحرب العالمية الثانية مرت اليابان بازدهار اقتصادي ووصلت المنتجات اليابانية في ذلك الوقت لأعلى جودة من نظيراتها الأمريكية. في التسعينيات قامت شركة Allied Signal بالتعاقد مع Larry Bossidy  الذي أدخل الستة سيغما في الصناعات الثقيلة.  جاك ويلش رئيس جنرال إلكتريك أيضا استشار Bossidy وبدأ برنامج ستة سيجما في «جنرال إلكتريك».
خلال عقد الألفين قطعت الحيود السداسية الرشيقة الستة سيغما.

### عقد 2000 -2010
أول مفهوم لستة سيغما الرشيقة جاء كتاب نشر في عام 2001  بعنوان  Leaning into Six Sigma:The Path to integration of Lean Enterprise and Six Sigma  .
وفي أوائل هذا العقد  توسعت مبادئ الستة سيجما في قطاعات أخرى من الاقتصاد  مثل الرعاية الصحية، الشؤون المالية، سلسلة التوريد ، إلخ.

## الوصف
الحيود السداسية الرشيقة هي مفهوم إداري تآزري من التصنيع الرشيق و الستة سيغما . تركز أساليب التصنيع الرشيق تقليديا على القضاء على سبعة أنواع من الهدر(مودا) تصنف كعيوب تشمل الإنتاج الزائد والنقل ووقت الانتظار والمخزون والحركة و المعالجة.بينما الحيود السداسية تسعى إلى تحسين جودة مخرجات العملية من خلال تحديد وإزالة أسباب العيوب (الأخطاء) وتقليل التباين في عمليات التصنيع أو حتى في عمليات المؤسسات الخدمية. بالتآزر بين المفهومين، التصنيع الرشيق يهدف إلى تحقيق تدفق مستمر من خلال تشديد الروابط بين خطوات العمليات في حين ستة سيجما تركز على الحد من عملية الاختلاف (بكل أشكاله) بين خطوات العملية مما يمكن من تشديد تلك الروابط. باختصار، مبادئ التصنيع الرشيق تكشف مصادر عملية الاختلاف و الحيود السداسية تهدف إلى الحد من هذا التفاوت لتمكين دورة فعالة من التحسينات المتكررة تصب نحو الهدف المتمثل في تدفق مستمر.
الحيود السداسية الرشيقة تستخدم مراحل DMAIC مماثلة لتلك التي تستخدم في  الستة سيجما.  تشمل  مشاريع الحيود السداسية الرشيقة جوانب التصنيع الرشيق في القضاء على الهدر و جوانب الستة سيغما المركزة على الحد من العيوب، على أساس خصائص ضروريات الجودة . تضم أدوات DMAIC للحيود السداسية الرشيقة أدوات التصنيع الرشيق و أدوات الحيود السداسية معا. إلى جانب ذلك، التدريب على الحيود السداسية الرشيقة يتم توفيره من نظام تدريبي للأحزمة مماثل لنظام الستة سيغما و تصنف الأحزمة إلى حزام أبيض وأصفر  وأخضراء و أسود و حزام أسود ماستر على غرار الجودو.

الهيكل التنظيمي للحيود السداسية الرشيقة

لكل من هذه الأحزمة مستويات مهارات معينة تصف أي من الأدوات العامة للحيود السداسية الرشيقة متوقع أن يكون ضمن مستوى الحزام. هذه المهارات توفر وصف مفصل لعناصر التعلم التي سيكتسبها المشارك بعد إتمام البرنامج التدريبي. كما تصف أيضا المستوى الذي فيه سيتم تطبيق هذه العناصر. مجموعة المهارات تعكس عناصر الحيود السداسية الرشيقة وغيرها من أساليب تحسين العمليات مثل نظرية القيود (TOC) الصيانة الإنتاجية الشاملة (TPM).

## السينات الخمسة 5S
السينات الخمسة 5S أو ما يطلق عليها بالعربية التاءات الخمسة فهي ممارسة تصنيع رشيق مستخدمة للحفاظ على إنتاج عمل منظم و الحفاظ على قوة عمل ملتزمة بالحفاظ على النظام و قد سميت كذلك من حرف ال s و التاء المتكرر في أوائل كلمات المبادئ كما هو مبين في الجدول 
| اليابانية  | الانجليزية              | العربية                  |
| ---------- | ----------------------- | ------------------------ |
| Seiri      | Sort                    | تصنيف و تصفية            |
| Seiton     | Strighting              | ترتيب و تنظيم و تبويب    |
| Seiso      | Shine                   | تلميع و تنظيف            |
| Seiketsu   | Standardize             | تنميط و تقييس            |
| , Shitsuke | Sustain Self-discipline | تدريب على التنظيم الذاتي |

## وصلات خارجية
- Lean Six Sigma for Real Business Results, IBM Redguide